# ملعب كريات شمونة
ملعب كريات شمونة (بالعبرية: אצטדיון עירוני קריית שמונה) ، هي ملعب رياضي لكرة القدم في إسرائيل ، تقع ملعب كريات شمونة في مدينة كريات شمونة ، وذلك في شمال فلسطين المحتلة ، ويلعب حاليا في الملعب نادي هابويل إيروني كريات شمونة ، ويلقب الجمهور الرياضي للملعب «ملعب إيروني».

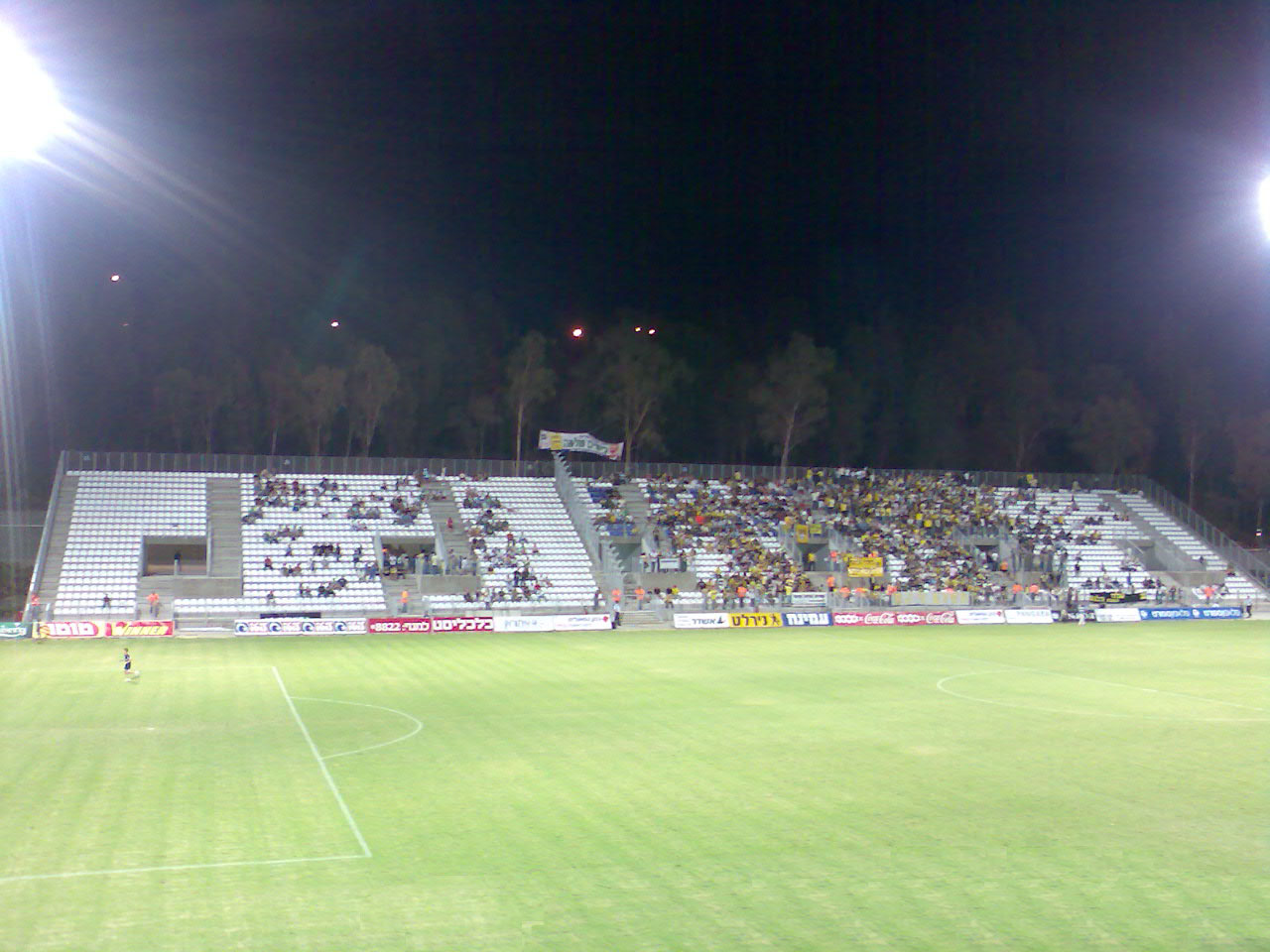
ملعب كريات شمونة ليلاً برغم الحضور الجماهيري المتواضع.